# Male Češnjice
Male Češnjice so naselje v Občini Ivančna Gorica.